# Орловка (приток Вижая)
Орловка — река в России, протекает в Чердынском районе Пермского края. Устье реки находится в 31 км по правому берегу реки Вижай. Длина реки составляет 11 км.
Исток реки в предгорьях Северного Урала в 21 км к северу от посёлка Вижай. Река течёт на юго-восток и восток по ненаселённой, всхолмлённой местности.

## Данные водного реестра
По данным государственного водного реестра России относится к Камскому бассейновому округу, водохозяйственный участок реки — Кама от водомерного поста у села Бондюг до города Березники, речной подбассейн реки — бассейны притоков Камы до впадения Белой. Речной бассейн реки — Кама.
По данным геоинформационной системы водохозяйственного районирования территории РФ, подготовленной Федеральным агентством водных ресурсов:
- Код водного объекта в государственном водном реестре — 10010100212111100006031
- Код по гидрологической изученности (ГИ) — 111100603
- Код бассейна — 10.01.01.002
- Номер тома по ГИ — 11
- Выпуск по ГИ — 1